# Enrico Golinucci
Enrico Golinucci (ur. 16 lipca 1991) – sanmaryński piłkarz występujący na pozycji pomocnika w klubie AC Libertas oraz reprezentacji San Marino.

## Kariera klubowa
Wychowanek akademii piłkarskiej San Marino Calcio. Karierę seniorską rozpoczął we włoskim klubie Real Marecchia, występującym na poziomie Prima Categoria (VII poziom rozgrywkowy). Przed sezonem 2011/12 przeniósł się do FC Domagnano. 19 października 2011 zadebiutował w Campionato Sammarinese w przegranym 0:2 meczu z SC Faetano. Od sezonu 2013/14 jest zawodnikiem AC Libertas z którym wywalczył Puchar i Superpuchar San Marino. W lipcu 2014 roku w barwach tego klubu zadebiutował w europejskich pucharach w dwumeczu przeciwko Botewowi Płowdiw (0:4, 0:2) w kwalifikacjach Ligi Europy 2014/15.

## Kariera reprezentacyjna
W latach 2007–2013 występował w juniorskich i młodzieżowych reprezentacjach San Marino w kategorii U-17, U-19 i U-21. We wrześniu 2013 roku wystąpił w wygranym 1:0 spotkaniu z Walią U-21, który to mecz uznawany jest za największy sukces sanmaryńskiej piłki nożnej młodzieżowej.
15 listopada 2014 zadebiutował w reprezentacji San Marino w zremisowanym 0:0 meczu z Estonią w ramach eliminacji Mistrzostw Europy 2016. San Marino zdobyło w tym spotkaniu pierwszy w historii punkt w kwalifikacjach Mistrzostw Europy i przerwało jednocześnie trwającą od września 2004 roku serię 61 porażek z rzędu.

## Życie prywatne
Brat Alessandro Golinucciego.

## Sukcesy
AC Libertas
- Puchar San Marino: 2013/14
- Superpuchar San Marino: 2014